# منطقة الحكم الذاتي الصربية في سلوفينيا الشرقية وبرانيا وسيرميا الغربية
منقطة الحكم الذاتي الصربية في سلوفينيا الشرقية وبرانيا وسيرميا الغربية (بالكرواتية: Srpska autonomna oblast Istočna Slavonija, Baranja i Zapadni Srijem) (بالسيريلية الصربية: Српска аутономна област Источна Славонија, Барања и Западни Срем) كانت منطقة حكم ذاتي صربية في شرق كرواتيا، تأسست أثناء حروب يوغوسلافيا. كانت واحدة من ثلاث مناطق معلنة على الأراضي الكرواتية. المنطقة تضمنت ثلاث مناطق هم سلافونيا و‌برانيا و‌سيرميا.
تأسس الكيان في 25 يونيو 1991 - نفس اليوم الذي قررت في جمهورية كرواتيا الاشتراكية الانفصال عن يوغوسلافيا - متبوعًا باستفتاء الاستقلال الكرواتي. في المرحلة الأولى من حرب الاستقلال الكرواتية في 1992، انضم الكيان إلى جمهورية كرايينا الصربية.